# سوفی (موسیقی‌دان)
سوفی زیان (به انگلیسی: Sophie Xeon ‎/ˈziːɒn/‎؛ زادهٔ ۱۷ سپتامبر ۱۹۸۶ – درگذشته ۳۰ ژانویهٔ ۲۰۲۱) که اغلب به‌طور تک‌نام با نام سوفی شناخته می‌شود، تهیه‌کنندهٔ موسیقی، ترانه‌پرداز و دی‌جی اسکاتلندی بود. او یک زن ترنس بود.

## مرگ
مدیر برنامه‌های سوفی زیان در توییتر نوشت که او ساعت چهار صبح روز شنبه ۳۰ ژانویه در حال بالا رفتن از بالکن خانه‌اش در آتن برای تماشای ماه کامل، از بالکن پایین افتاده و درگذشته است.